# Vagos
Vagos – miejscowość w Portugalii, leżąca w dystrykcie Aveiro, w regionie Centrum w podregionie Baixo Vouga. Miejscowość jest siedzibą gminy o tej samej nazwie.

## Demografia
| Liczba ludności gminy Vagos (1801–2011) | Liczba ludności gminy Vagos (1801–2011) | Liczba ludności gminy Vagos (1801–2011) | Liczba ludności gminy Vagos (1801–2011) | Liczba ludności gminy Vagos (1801–2011) | Liczba ludności gminy Vagos (1801–2011) | Liczba ludności gminy Vagos (1801–2011) | Liczba ludności gminy Vagos (1801–2011) | Liczba ludności gminy Vagos (1801–2011) | Liczba ludności gminy Vagos (1801–2011) |
| --------------------------------------- | --------------------------------------- | --------------------------------------- | --------------------------------------- | --------------------------------------- | --------------------------------------- | --------------------------------------- | --------------------------------------- | --------------------------------------- | --------------------------------------- |
| 1801                                    | 1849                                    | 1900                                    | 1930                                    | 1960                                    | 1981                                    | 1991                                    | 2001                                    | 2004                                    | 2011                                    |
| 4047                                    | 6961                                    | 11 954                                  | 15 860                                  | 20 250                                  | 18 548                                  | 19 068                                  | 22 017                                  | 23 205                                  | 22 851                                  |

## Sołectwa
Sołectwa gminy Vagos (ludność wg stanu na 2011 r.):
- Calvão – 2014 osób
- Covão do Lobo – 986 osób
- Fonte de Angeão – 1179 osób
- Gafanha da Boa Hora – 2625 osób
- Ouca – 1805 osób
- Ponte de Vagos – 1790 osób
- Santa Catarina – 991 osób
- Santo André de Vagos – 2033 osoby
- Santo António de Vagos – 1753 osoby
- Sosa – 3069 osób
- Vagos – 4606 osób